# Institut national des sciences appliquées de Lyon
Das Institut national des sciences appliquées de Lyon (INSA de Lyon; deutsch Nationales Institut der angewandten Wissenschaften in Lyon) ist eine französische wissenschaftliche Grande école, die sich auf dem La Doua Campus in Villeurbanne in der Umgebung von Lyon befindet. Sie gehört dem Netzwerk Institut national des sciences appliquées an und ist an die Universität Lyon angegliedert. Sie wurde im Jahre 1957 gegründet.
Das Studium besteht aus zwei Zyklen:
- Der erste Zyklus bietet eine allgemeine Grundausbildung in Naturwissenschaften.
- Der zweite Zyklus bietet eine spezialisierte Ausbildung in 12 unterschiedlichen Fachbereichen.

## Erster Zyklus
Der erste Zyklus dient als Vorbereitungskurs zum spezialisierten zweiten Zyklus. Das Curriculum ähnelt dem der classes préparatoires: das Studium fokussiert auf Grundlagen der Naturwissenschaften (Mathematik, Physik, Chemie, Mechanik und Informatik).

## Zweiter Zyklus
Die Regelstudienzeit des zweiten Zyklus beträgt 3 Jahre. Die Studierende haben die Auswahl zwischen 12 Fachbereichen (Départements):
- Fachbereich Biologie (BioSciences);
  - Studiengang Biochemie und Biotechnologien (Biochimie et Biotechnologies – BB);
  - Studiengang Bioinformatik und Modellbildung  (Bioinformatique et Modélisation – BIM);
- Fachbereich Bauingenieurwesen und Urbanistik (Génie Civil et Urbanisme – GCU);
- Fachbereich Elektrotechnik (Génie Électrique – GE);
- Fachbereich Energietechnik und Umweltingenieurwissenschaften (Génie Énergétique et Environnement – GEN);
- Fachbereich Maschinenbau-Projektierung (Génie Mécanique Conception – GMC);
- Fachbereich Maschinenbau-Entwicklung (Génie Mécanique Développement – GMD);
- Fachbereich Maschinenbau-Kunststofftechnik (Génie Mécanique Procédés Plasturgie – GMPP);
- Fachbereich Arbeitsingenieurwesen (Génie Industriel – GI);
- Fachbereich Informatik (Informatique – IF);
- Fachbereich Materialwissenschaft (Sciences et Génie des Matériaux – SGM);
- Fachbereich Telekommunikation (Telecoms, Services et Usages – TC)